# Lithophane andalusica
Lithophane andalusica är en fjärilsart som beskrevs av Charles Boursin 1962. Lithophane andalusica ingår i släktet Lithophane och familjen nattflyn. Inga underarter finns listade i Catalogue of Life.